# Алекс Фергюсон
Сер Александр Чепмен «А́лекс» Фе́ргюсон, командор ордена Британської імперії (англ. Sir Alexander Chapman «Alex» Ferguson, 31 грудня 1941, Глазго) — шотландський футбольний тренер, колишній футболіст, який з 1986 року тренував англійський клуб Прем'єр-ліги «Манчестер Юнайтед». Із цією командою Фергюсон виграв більше нагород, ніж будь-який інший тренер в Англії. Алекс Фергюсон також вважається[ким?] одним з Найтитулованіших тренерів в історії світового футболу[джерело?].
Працюючи з «Манчестер Юнайтед» 26 років, він перевищив досягнення сера Метта Басбі за тривалістю безперервної роботи з одним клубом. Останній свого часу працював із «МЮ» з 1945 до 1969 року. Упродовж цього часу Фергюсон був удостоєний численних нагород, включно з рекордною кількістю титулів менеджера року.
Він обраний до Зали слави англійського футболу в інавгураційний рік. 1999 року королева Єлизавета II посвятила Фергюсона в лицарі. За заслуги перед містом Абердином, з футбольною командою якого Фергюсон досяг значних успіхів у середині 1980-х, йому надали титул Свобода міста Абердин.
8 травня 2013 року сер Алекс оголосив про відставку з посади менеджера МЮ в кінці футбольного сезону, але залишиться в клубі як його директор і посол. The Guardian оголосив, що це «кінець ери», в той час як президент УЄФА Мішель Платіні сказав, що Фергюсон був «справжнім провидцем». Прем'єр-міністр Сполученого Королівства Девід Кемерон описав Фергюсона як «чудову людину в британському футболі». Його третю книгу «Менеджмент у стилі «Манчестер Юнайтед». Як стати чемпіоном», було опубліковано у співпраці з мілліардером — венчурним капіталістом, автором та колишнім журналістом Майклом Моріцем в серпні 2015 року.

## Загальна інформація
Перед роботою у «Манчестер Юнайтед», Фергюсон тренував команду Іст Стерлінгширу, шотландський Сент-Міррен, після чого провів дуже успішний період на посаді менеджера «Абердина». Після смерті тренера збірної Шотландії Джока Стейна Фергюсон нетривалий час виконував обов'язки тренера національної збірної, після чого в листопаді 1986 року був призначений менеджером клубу з передмістя Манчестера. В Манчестері Фергюсон став найуспішнішим тренером за всю історію англійського футболу, вигравши чемпіонат 10 разів, і двічі Лігу чемпіонів. 1999 року він став першим менеджером в англійському футболі, якому вдалося виграти три призи за один сезон: чемпіонат Прем'єр-ліги, кубок Англії та Лігу чемпіонів. Окрім того, що він єдиний тренер, який вигравав зі своєю командою кубок Англії п'ять разів, він ще й єдиний фахівець, який із одним клубом виграв три чемпіонати поспіль (сезони 1998/1999, 1999/2000 та 2000/2001). 2008 року він став третім менеджером, який вигравав Кубок чемпіонів більше одного разу (інші два: Браян Клаф із клубу Ноттінгем Форест та Боб Пейслі з Ліверпуля).
Характерною рисою роботи Фергюсона в Манчестер Юнайтед є його тверде переконання, що жоден із гравців не є важливішим за клуб. Він постійно стає в позицію «як я кажу, або широка дорога» (англ. my way or the highway), маючи справу з гравцями. Такий тиск нерідко призводить до того, що клуб покидають визначні гравці. Такі гравці, як Гордон Стракан, Пол Макграт, Пол Інс, Яп Стам, Двайт Йорк, Девід Бекхем, а останнім часом Руд ван Ністелрой та Габріель Хайнце, пішли з команди внаслідок тих чи інших конфліктів із Фергюсоном. Існує думка про те, що один із найвпливовіших гравців «Манчестер Юнайтед» Рой Кін також став жертвою гніву Фергюсона після того, як виступив з критикою одноклубників на телевізійному каналі MUTV. Така практика строгої дисципліни, яку сер Алекс нав'язує таким високооплачуваним знаменитим гравцям, нерідко називається однією з причин регулярних успіхів «Манчестер Юнайтед».

## Кар'єра гравця
Алекс Фергюсон народився і виріс у Глазго, в дитинстві вболівав за «Рейнджерс». Першим футбольним клубом Фергюсона була аматорська команда «Квінз Парк», за яку він провів свій перший матч у 16 років. Він описує той матч (команда програла 1:2), як жахливий сон, хоча й забив у ньому гол. Оскільки «Квінз Парк» суворо любительський клуб, Фергюсон в той час працював також на кораблебудівному заводі помічником майстра і навіть був цеховим стюардом профспілкової організації.
Виступаючи за «Квінз Парк», Фергюсон забив 20 голів у 31 грі, але не зумів закріпитися в основному складі. Тому 1960 року він перейшов до команди «Сент-Джонстон». Забиваючи регулярно, він все ж не зміг забезпечити собі постійне місце на полі й часто подавав прохання про трансфер. Хоча тренер ставився до нього не дуже прихильно, але клуб не міг підписати нового форварда, тож Фергюсона поставили на матч із «Рейнджерс», в якому йому пощастило зробити хет-трик, що принесло команді несподівану перемогу. Наступного літа (1964 р.) контракт із Фергюсоном підписав «Данфермлайн», і він став повністю професійним футболістом.
У сезоні 1964/1965 років «Данфермлайн» виступав сильно, претендував на чемпіонство в шотландській лізі й добрався до фіналу кубку Шотландії, але на фінальну гру Фергюсона не поставили через поганий виступ проти «Сент-Джонстона». «Данфермлайн» програв «Селтіку» 2-3. У чемпіонаті вони також відстали від переможця на одне очко.
У сезоні 1965/1966 років Фергюсон забив 45 голів за 51 гру. 31 гол він забив у чемпіонаті, поділивши за цим показником перше-друге місце з Джо Макбрайдом із «Селтіка».
1967 року Фергюсон перейшов до «Рейнджерс», який заплатив за нього 65 тис. фунтів, що на той час було рекордною трансферною сумою для шотландського футболу. Фергюсона звинувачували за гол, пропущений командою в фіналі кубку Шотландії 1969 року. Через цей гол його змусили грати за молодіжну команду. За твердженнями брата Фергюсона, Алекс був настільки злий через те, що сталося, що викинув медаль, яку вручали команді-фіналісту. Злі язики говорили, що в команді до нього ставилися з упередженням, бо його дружина Кейті була католичкою, але в автобіографії Фергюсон пояснює, що «Рейнджерс» знали про релігійні переконання його дружини ще до того, як він перейшов до команди. Він відзначає, що залишив клуб дуже неохоче, й причиною цього стала саме помилка в фіналі кубку.
У жовтні наступного року Фергюсона запрошували до «Ноттінгем Форест», але його дружина на той час ще не бажала перебиратися до Англії, тому він перейшов до «Фалкірка». Там він став граючим тренером, але, коли менеджером команди став Джон Прентіс, він зняв з Фергюсона тренерські обов'язки. Фергюсон, у відповідь, подав прохання про трансфер й перейшов до «Ейр Юнайтед», де й закінчив кар'єру гравця в 1974 році.

## Тренерська кар'єра

### Іст Стерлінгшир
У червні 1974 року Фергюсона призначили менеджером «Східного Стерлінгширу». На той час йому було всього 32 роки. Робота була на неповний оклад, й за неї йому платили 40 фунтів у тиждень. Команда тоді навіть не мала жодного воротаря. Фергюсон одразу ж здобув репутацію людини, що вимагає строгої дисципліни. Нападник клубу Бобі Маккалі пізніше говорив «що ніколи раніше нікого не боявся, але байстрюк Фергюсон із самого початку наводив страх». Проте, гравцям дуже подобалися його тактичні рішення, й результати команди значно покращилися.
Наступного жовтня Фергюсона запросили тренувати «Сент-Мірен». Хоча ця команда стояла нижче за «Східний Стерлінгшир» у турнірній таблиці, вона була більшим клубом, тож Фергюсон, попри певну відданість «Східному Стерліншширу», все ж вирішив послухатися поради Джока Стейна, й згодився на перехід.

### Сент-Мірен
Фергюсон працював на посаді менеджера «Сент-Мірена» з 1974 по 1978 роки, підійнявши команду з нижньої частини старого шотландського другого дивізіону, коли на гру приходила тільки тисяча глядачів, до першого дивізіону (в 1977 році). Він відкрив таланти таких гравців, як Білі Старк, Тоні Фіцпатрік, Лекс Річардсон, Франк Макгрейві, Бобі Рейд та Пітер Вейр. Команда демонструвала чудовий наступальний футбол. Середній вік команди, що виграла лігу, становив 19 років, капітану, Фіцпатрику, було 20.
«Сент-Мірен» став єдиним клубом, який вигнав Фергюсона з роботи. Він оскаржив звільнення, як незаконне, в суді, але програв справу. За твердженнями газети «Санді Геральд» (стаття від 30 травня 1999 року) Фергюсона звільнили за різні порушення контракту, включно з виплатами гравцями, неузгодженими з правлінням. Крім того, його звинувачували також у залякуванні секретаря клубу із вимогою оплати певних витрат гравців таким чином, щоб вони не обкладалися податком. Впродовж 6 тижнів він відмовлявся розмовляти з нею, конфіскував ключі й спілкувався тільки через посередництво 17-річного помічника. Суд постановив, що поведінка Фергюсона «напрочуд дріб'язкова» і «незріла».
«Гардіан» 31 травня 2008 року опублікувала інтерв'ю з Вілі Тодом, колишнім президентом «Сент-Мірена» (на той час йому було 87 років), який вигнав Фергюсона з роботи. Він пояснив, що основною причиною звільнення було те, що Фергюсон погодився перейти до «Абердина», порушуючи контракт. Фергюсон пояснив журналісту «Дейлі Міррор», що запросив із собою до «Абердина» принаймні одного гравця. Він також повідомив про свої плани керівництво клубу. Тод шкодував, що сталося саме так, але звинувачував «Абердин» в тому, що той не звернувся до клубу й не обговорив питання про компенсацію.

### Абердин

#### Початкові розчарування
Фергюсон розпочав працювати тренером «Абердина» в червні 1978 року, замінивши Біллі Маккейна, який пропрацював у клубі тільки сезон і вхопився за шанс стати менеджером «Селтіка». Хоча «Абердин» був одним із найбільших клубів Шотландії, їм не вдавалося перемагати в лізі з 1955 року. Проте команда грала добре й не програвала в лізі з грудня минулого року, закінчивши сезон на другому місці. На той час Фергюсон уже працював менеджером чотири роки, але, все ж, не набагато відійшов за віком від деяких гравців. У нього виникли проблеми в завоюванні поваги від старших гравців, таких як Джо Гарпер. Сезон пройшов не особливо добре. Абердин добрався до півфіналу кубка Шотландії й фіналу кубка ліги, але програв обидва поєдинки. В лізі команда стала четвертою.
В грудні 1979 року вони знову програли фінал кубка ліги, цього разу матч із «Данді Юнайтед» завершився внічию, й фінал перегравали. Фергюсон взяв вину за поразку на себе, зазначаючи, що йому слід було провести заміни в команді перед повторною грою.

#### Нарешті трофей
Новий сезон «Абердин» розпочав погано, але після Нового року форма команди різко покращилася й клуб виграв чемпіонат Шотландії, здобувши в останньому матчі перемогу з рахунком 5-0. Вперше за останні 15 років чемпіонат виграли не «Рейнджерс» і не «Селтік». На ту пору Фергюсон уже відчував, що здобув повагу гравців. Пізніше він відзначав: «Це досягнення об'єднало нас. Нарешті гравці повірили в мене.»
Проте, він і досі жорстко вимагав дисципліни й позаочі гравці називали його Лютий Ферґі (англ. Furious Fergie). Він оштрафував одного з гравців, Джона Г'юїта, за те, що той обігнав його на дорозі, й перевернув ударом ноги на гравців столик з чаєм після погано проведеного першого тайму. Його не задовільняла атмосфера на матчах «Абердина», й він свідомо пішов на конфлікт із шотландськими медіа, звинувативши їх у надмірній прихильності до клубів із Глазго. Завдяки цьому він добився відчуття скривдженості у гравців та глядачів, мотивуючи команду. Команда продовжувала добиватися успіхів, вигравши кубок Шотландії в 1982 році. Фергюсону запропонували роботу у «Вулвергемптоні», але він відмовився, відчуваючи, що «Вулвз» в халепі, а його власні амбіції з «Абердином» не виконані ще й наполовину.

#### Успіх у Європі
Наступного сезону 1982/1983 років Фергюсон привів «Абердин» до ще більшого успіху. Вигравши кубок Шотландії, команда отримала право виступати у Кубку кубків. Вона вразила тим, що вибила з турніру монхенську «Баварію», яка в попередньому колі перемогла «Тоттенгем Готспур» 4-1. Як згадував Вілі Міллер, ця перемога надала команді впевненості в тому, що вони можуть виграти кубок, чого й вдалося досягти. У фіналі «Абердин» переміг «Реал Мадрид» із рахунком 2-1. «Абердин» став тільки третьою шотландською командою, яка вигравала єврокубок, й тепер Фергюсон відчув, що чогось у житті добився. Того сезону «Абердин» добре виступав у лізі, зберігши за собою кубок Шотландії після перемоги над «Рейнджерс» у фіналі з рахунком 1-0, але Фергюсон залишився незадоволеним грою в тому матчі, й розсердив гравців, назвавши їхні зусилля «ганебним виступом» в післяматчевому телевізійному інтерв'ю. Пізніше він взяв свої слова назад.
Після непереконливого старту в сезоні 1983/1984 років, форма «Абердина» покращилася, — він виграв лігу й зберіг за собою кубок Шотландії. За заслуги Фергюсона нагородили званням офіцера ордена Британської імперії. Впродовж сезону йому пропонували роботу в «Рейджерс», «Арсеналі», «Тоттенгемі». «Абердин» зберіг за собою титул чемпіона в сезоні 1984/1985, але розчарував у сезоні 1985/1986, завершивши чемпіонат на четвертому місці, хоча й з перемогою в кубку. На початку 1986 року Фергюсону надали місце в раді директорів клубу, але в квітні він повідомив Діку Дональду, президенту, що має намір влітку піти з команди.
Фергюсон входив до тренерського колективу збірної Шотландії під час відбору на кубок світу 1986. Коли тренер Джок Стейн раптово помер 10 вересня 1985 року (це сталося наприкінці матчу, в якому збірна добилася права на плей-оф проти Австралії), Фергюсон швидко погодився взяти на себе відповідальність за команду в матчах проти Австралії, й надалі на кубку світу. Щоб надати собі можливість виконання цього завдання, він призначив Алекса Нокса своїм партнером на посаді менеджера «Абердина».
Того літа з'явилися плітки, що Фергюсон замінить Рона Аткінсона в «Манчестер Юнайтед». Попереднього сезону команда опустилася на четверте місце в англійському чемпіонати після початкової 10-матчевої виграшної серії, коли, здавалося, титул чемпіона був уже в руках. Впродовж літа Фергюсон залишався в «Абердині», але все ж перейшов до «Юнайтед» після звільнення Аткінсона в листопаді 1986 року.

### Манчестер Юнайтед

#### Перші роки: 1986—1990
Фергюсона призначили менеджером на Олд Траффорд 6 листопада 1986 року. Спочатку його дуже бентежило те, що чимало гравців, таких як Норман Вайтсайд, Пол Макграт та Браян Робсон занадто багато п'ють. Рівень фізичної підготовки «пригнічував», але Фергюсон зумів посилити дисципліну в клубі, й «Юнайтед» піднявся в турнірній таблиці, завершивши сезон на 11 місці. Того сезону вони здобули єдину перемогу на виїзді, над «Ліверпулем» із рахунком 1-0. Для «Ліверпуля» це стало єдиною домашньою поразкою, що внесло свій внесок у втрату командою титулу чемпіонів. Через три місяці після призначення Фергюсон пережив особисту трагедію — від раку легень у віці 64-х років померла його мама.
Фергюсон забрав із собою з «Абердина» свого помічника, Арчі Нокса.
В сезоні 1987/1988 Фергюсон запросив до клубу низку гравців, серед яких були Стів Брюс, Вів Андерсон, Браян Макклер, Джім Лейтон. Нові гравці значно підсилили команду, яка завершила сезон другою, відставши від «Ліверпуля» на 9 очок. Були сподівання, що після повернення Марка Х'юза, який два роки виступав за «Барселону», команда виступатиме ще краще, але сезон 1988/1989 років розчарував — вони завершили чемпіонат на 11 місці й програли 0-1 дома «Ноттінгем Форест» у шостому колі кубка Англії. Того року «Юнайтед» зіграв товариські матчі із збірною Бермуд та командою крикетного клубу графства Сомерсет. В матчі проти Сомерсету на поле вийшли сам Алекс Фергюсон та його помічник Арчі Нокс. Нокс навіть відзначився голом. Ця гра залишається єдиним виступом Фергюсона за основний склад «Юнайтед».
В сезоні 1989/1990 Фергюсон й надалі зміцнював клуб, заплативши великі гроші за півзахисників Ніла Веба та Пола Інса, а також за захисника Ґері Палістера, якого перекупив у «Мідлсбро» за рекордну суму в 2,3 млн фунтів. Сезон розпочався добре, з перемоги над чемпіоном, «Арсеналом» 4-1, але команда швидко розгубила форму. У вересні «Юнайтед» зазнав ганебної поразки з рахунком 1-5 від своїх найпринциповіших супротивників — «Манчестер Сіті». Після цього та після 6 поразок і 2 нічиїх у 8 іграх, на Олд Траффорд з'явився плакат із надписом «Три роки виправдань, а усе ще лайно. Та ра Фергі». Чимало журналістів та вболівальників вимагали відставки Фергюсона. Пізніше Фергюсон описував грудень 1989 року, як найтемніший період, який йому довелося пережити в грі.
Після серії з семи безвиграшних матчів, «Манчестер Юнайтед» випало грати з «Ноттінгем Форест» у третьому колі кубка Англії. Того сезону «Форест» добре виступав у лізі, й всі сподівалися, що «Юнайтед» програє, після чого Фергюсона виженуть, але «Юнайтед» виграв 1-0 і добрався аж до фіналу. Про цю гру часто згадують як про матч, який врятував кар'єру Фергюсона у клубі. «Манчестер» таки виграв того року кубок, обігравши у переграванні фіналу «Крістал Пелес» 1-0 після нічиєї 3-3 у першому матчі, що принесло Фергюсону перший трофей як менеджеру клубу. Слабкість «Юнайтед» у захисті під час першої гри одноголосно приписували поганій грі воротаря Джіма Лейтона, що змусило Фергюсона відмовитися від послуг свого колишнього гравця з «Абердина», й взяти в команду Леса Сілі.

#### Перші успіхи:1990-1993
Хоча «Юнайтед» значно покращив гру в сезоні 1990/1991, вона все ж залишалася нестабільною, й команда завершила сезон на шостому місці. Навіть після перемоги в фіналі кубка в минулому сезоні, чимало людей сумнівалися в тому, що Фергюсон зуміє добитися успіху там, де зазнала невдачі решта менеджерів після Басбі — виграти чемпіонат. Того року «Юнайтед» програв 0-1 «Шеффілд Венсдей» у фіналі кубка ліги. Вони також зуміли добратися до фіналу Кубка кубків, де перемогли торішнього володаря трофею «Барселону» з рахунком 2-1. Після гри Фергюсон присягнув, що наступного року команда виграє чемпіонат. Того року команду покинув Арчі Нокс, і Фергюсон узяв собі помічником Браяна Кіда, який до того працював із молоддю.
Сезон 1991/1992 років не виправдав сподівань Фергюсона, і, за його власними словами, «чимало людей у медіа вірили в те, що в невдачах є вклад його помилок». «Юнайтед» виграв кубок ліги й, вперше в своїй історії, суперкубок УЄФА, але поступився титулом чемпіона команді «Лідс Юнайтед», хоча й лідирував упродовж майже всього сезону. Фергюсон відчував, що причиною втрати першості стала невдача в підписанні Міка Гарфорда із «Лутон Таун», й що команда потребує «додаткового виміру», якщо прагне виграти лігу наступного сезону.
Впродовж кінця сезону 1992 року Фергюсон шукав нового бомбардира. Спочатку він хотів купити Алана Ширера у «Саутгемптона», але той перейшов до «Блекберн Роверс». Врешті він заплатив 1 мільйон фунтів за 23-річного нападника з «Кембридж Юнайтед» Діона Дабліна. Це була єдина велика покупка впродовж того літа.
Після повільного старту наступного сезону (вони були 10-ми в листопаді) здавалося, що «Юнайтед» знову зазнає невдачі у чемпіонаті (тепер уже Прем'єр-ліги), проте після придбання французького бомбардира Еріка Кантони за 1,2 млн фунтів у «Лідс Юнайтед», майбутнє «Манчестер Юнайтед» та його менеджера стало виглядати дуже обнадійливим. Кантона утворив із Марком Г'юзом сильний тандем і вивів клуб на вершину, завершивши 26-річне очікування чемпіонства. «Юнайтед» став також першим чемпіоном Прем'єр-ліги, фінішувавши із 10-очковим відривом від «Астон Вілли». Асоціація менеджерів ліги визнала Алекса Фергюсона менеджером року.

#### Два дублі та требл
В 1993/1994 роках прийшли нові успіхи. Фергюсон додав до своїх лав 22-річного півзахисника з «Ноттінгем Форест» Роя Кіна, виплативши за нього рекордну суму в 3,75 млн фунтів. Молодий гравець мав замінити Браяна Робсона, кар'єра якого добігала кінця.
«Юнайтед» очолював турнірну таблицю практично від початку до кінця. Кантона став головним бомбардиром, забивши 25 голів у всіх змаганнях, попри те, що його двічі вилучали з поля протягом 5-ти днів у березні. «Манчестер» також добрався до фіналу кубка ліги, але програв 1-3 «Астон Віллі», на чолі з попередником Фергюсона на «Олд Траффорд» Роном Аткінсоном. У фіналі кубка Футбольної асоціації «Юнайтед» розгромив «Челсі» 4-0. Таким чином Фергюсон добився свого другого дубля, повторивши свій успіх із «Абердином» в Шотландії в 1984/1985 роках. Наприкінці сезону Фергюсон здійснив лише одне значне придбання, заплативши за Девіда Мея 1,2 млн фунтів команді «Блекберн Роверс».
Сезон 1994/1995 видався для менеджера складнішим. Кантона вдарив уболівальника «Крістал Пелес» в грі на «Селгерст Парк», й, виглядало так, що йому доведеться покинути англійський футбол. 8-місячна дискваліфікація означала, що Кантона пропустить останні чотири місяці сезону. Спочатку йому також присудили 14-денне тюремне ув'язнення, але потім цей присуд замінили ордером на 120-годинну громадську роботу. Позитивним моментом стало придбання результативного нападника з «Ньюкасла» Енді Коула, якого обміняли на молодого крайнього Кейта Ґілеспі. Проте чемпіонське звання вислизнуло з рук «Юнайтед». В останньому турі вони зіграли 1-1 із «Вест Гем Юнайтед», тоді як перемога гарантувала б їм перше місце. МЮ також програв фінал кубка Футбольної асоціації «Евертону» 0-1.
Влітку 1995 року Фергюсон потрапив під шквал критики, оскільки він дозволив покинути команду трьом зірковим гравцям, не придбавши нікого на заміну. Спочатку Пол Інс перейшов до «Інтернаціонале» за 7,5 млн фунтів, бомбардира Марка Г'юза, який тривалий час вірою та правдою служив клубу, несподівано продали «Челсі» за 1,5 млн фунтів, а Андрія Канчельскіса продали «Евертону». Це стало можливим завдяки вірі Фергюсона у здатність грати за основу молодих гравців, вирощених у клубі. Серед молоді, яка згодом стала відомою як «потята Ферґі» (Fergie's Fledglings), були такі гравці, як Ґері Невілл, Філ Невілл, Девід Бекхем, Пол Скоулз та Нікі Батт.
Коли «Юнайтед» програли першу гру сезону «Астон Віллі» 1-3, медіа накинулися на Фергюсона із неприхованою зловтіхою. МЮ одразу ж списали, оскільки команда Фергюсона мала в своєму складі «багато» молодих та недосвідчених гравців. Футбольний експерт із передачі «Матч дня» Алан Гансен проголосив, що «з дітьми нічого виграти неможливо». Однак молоді футболісти грали добре й виграли наступні п'ять матчів.
Повернення Кантони після дискваліфікації додало команді сил, але вона все ж відставала від «Ньюкасла» на 14 очок. Проте низка хороших результатів на початку 1996 року призвела до скорочення відриву, а з початку березня «Юнайтед» уже очолював таблицю. На противагу — «Ньюкасл» зазнав низки невдач. Менеджер Кевін Кіган не впорався із надзвичайним тиском в ситуації напружених перегонів за чемпіонство й став жертвою психологічних ігор, які Фергюсон любить розігрувати із менеджерами команд-супротивників. Знаменитий вибух на телебаченні «Яка буде радість, якщо ми їх поб'ємо! Яка радість» (I'd love it if we beat them! Love it) став футбольною легендою, як зразок найбільшої особистої перемоги Ферґі над іншим менеджером. Останнього дня сезону успіх «Юнайтед» у чемпіонаті здобув додаткове підтвердження. Того дня вони грали в фіналі кубку Футбольної асоціації з «Ліверпулем» і виграли 1-0 завдяки голу Кантони наприкінці матчу.
В сезоні 1996/1997 років Алекс Фергюсон привів «Манчестер Юнайтед» до четвертої перемоги в Прем'єр-лізі за п'ять років. Наприкінці жовтня вони програли три матчі поспіль, пропустивши при цьому 13 голів. Вони також програли домашню гру непоказному турецькому клубу «Фенербахче», чим закінчилася їхня 40-річна безпрограшна домашня серія в європейських змаганнях. Але все ж команда добралася до півфіналу Кубка чемпіонів, в якому поступилася «Борусії Дортмунд». В кінці сезону Кантона несподівано пішов із футболу.
Щоб підсилити команду в новому сезоні 1997/1998 років, Фергюсон придбав двох футболістів: 31-річного Тедді Шерінгема та захисника Генінга Берга. Проте сезон завершився без трофеїв: в чемпіонаті переміг «Арсенал» під керівництвом французького менеджера Арсена Венгера, з яким у Фергюсона зав'язалося тривале суперництво. Влітку після сезону до команди приєдналися бомбардир Двайт Йорк, нідерландський оборонець Яп Стам та шведський крайній Єспер Блумквіст.
В грудні 1998 року помічник Фергюсона Браян Кід прийняв пропозицію очолити «Блекберн Роверс», і Ферґі запросив на заміну Стіва Макларена із «Дербі Каунті». Іронічно те, що команда Кіда вибула з ліги, зігравши в останній вирішальній грі в нічию 0-0 з «Юнайтед».
В сезоні 1998/1999 років Юнайтед виграв безпрецедентний трипл: титул чемпіонів ліги, кубок Футбольної асоціації та Лігу чемпіонів. Для того сезону характерні супер-драматичні за своїм характером матчі. В півфіналі Ліги чемпіонів, у повторній грі, «Юнайтед» пропустив від «Ювентуса» два швидкі м'ячі, однак, під проводом Роя Кіна, якому судилося пропустити потім фінал через дискваліфікацію, «Юнайтед» здобув вольову перемогу 3-2 й вийшов до фіналу, вперше з 1968-го року. В півфіналі кубка Футбольної асоціації «Юнайтед» грав із принциповим супротивником «Арсеналом», й після вилучення Кіна на останній хвилині й призначення пенальті, здавалося, був приречений на поразку. Петер Шмейхель зумів відстояти ворота, а в додатковому часі Раян Гіггз пробіг від воріт до воріт й забив переможний гол, який, мабуть, є найвизначнішим голом валлійця за всю кар'єру. Далі команда перемогла «Ньюкасл Юнайтед» 2-0 у фіналі кубка на Вемблі завдяки голам Тедді Шерінгема та Пола Скоулза. Але найнеймовірніше розвивався фінал Ліги чемпіонів. Годинник уже показував 90 хвилину, а команда програвала 0-1 мюнхенській «Баварії» у грі на Барселонському Ноу Камп після чудового виконання вільного удару Маріо Баслером, але за три хвилини доданого арбітром П'єрлуїджі Колліною часу спочатку Тедді Шерінгем, який вийшов на заміну, зрівняв рахунок, і, здавалося, командам не уникнути додаткового часу, проте, коли на секундомірі залишалися лічені секунди, Оле Гуннар Сульшер, який також з'явився на полі тільки наприкінці матчу, забив вирішальний гол, створивши історію.
На знак визнання заслуг перед грою 12 липня 1999 року Алекс Фергюсон отримав звання лицаря.

#### Три чемпіонські титули поспіль: 1999—2001
«Манчестер Юнайтед» став чемпіоном у сезоні 1999/2000 із відривом у 18 очок, зазнавши лише трьох поразок. Величезна прогалина між «Юнайтед» та рештою команд порушила питання про те, чи фінансове домінування клубу не створює проблеми для англійського футболу.
У квітні 2000 року оголошено про домовленість на придбання у «ПСВ Ейндховен» бомбардира Руда ван Ністелроя за рекордну для британського футболу суму 18 млн фунтів. Проте перехід відкладався, оскільки ван Ністелрой не пройшов медичний огляд. Повернувшись додому, щоб відновити фізичні кондиції, гравець зазнав серйозної травми коліна, яка майже на рік виключила його з гри.
У «Монако» придбали воротаря Фаб'єна Бартеза за рекордну для Британії суму, як на голкіпера — 7,8 млн фунтів. «Юнайтед» знову здобув титул чемпіона. Після завершення сезону до команди прийшов ван Ністелрой, а «Манчестер» знову побив рекорд трансферної суми, заплативши «Лаціо» 28,1 млн фунтів за атакувального півзахисника Хуана Себастьяна Верона. Однак, він не виправдав сподівань й був перепроданий через два роки «Челсі» всього за 15 млн фунтів.

#### 2001—2006
Вже після двох ігор від початку чемпіонату 2001/2002 років Яапа Стама продали «Лаціо» за 16 млн фунтів. Причиною стало, як стверджує в своїй автобіографії гравець, те, що Алекс Фергюсон домовлявся з ним про перехід із «ПСВ Ейндховен» незаконно, без відома нідерландського клубу. Фергюсон замінив Стама 36-річним центральним захисником із «Інтернаціонале» Лораном Бланом.
Перед початком сезону Фергюсон втратив помічника Стіва Макларена, який став менеджером «Мідлсбро». Макларен передав свою роль в клубі Джиму Раяну до того часу, поки йому шукали постійну заміну.
Станом на 8 грудня 2001 року «Манчестер Юнайтед» були дев'ятими в чемпіонаті, відстаючи на 11 очок від «Ліверпуля», який ще й провів на гру менше. Потім відбулося драматичне відновлення форми: 8 перемог поспіль із середини грудня до кінця січня вивели команду нагору турнірної таблиці. Попри це, «Юнайтед» завершив сезон на третьому місці. Титул чемпіонів виграв «Арсенал», який зумів у вирішальній грі сезону добитися перемоги 1-0 на «Олд Траффорд».
В Європі «Юнайтед» теж зазнав невдачі, програвши у півфіналі «Баєру» з Леверкузена за правилом голу, забитого на виїзді.
Сезон 2001/2002 років мав стати останнім для Алекса Фергюсона на посаді менеджера «Манчестер Юнайтед». Було оголошено дату переходу на заслужений відпочинок. Це оголошення вважають причиною втрати командою форми. Фергюсон сам визнавав, що рішення про попереднє оголошення відставки негативно вплинуло на гравців, стало важче підтримувати дисципліну. Але в грудні 2002 року він погодився стояти на тренерському містку принаймні ще три роки.
Після завершення сезону «Манчестер Юнайтед» знову побив рекорд трансферної суми, заплативши 30 млн фунтів «Лідс Юнайтед» за 24-річного центрального захисника Ріо Фердінанда. Влітку сер Алекс взяв собі помічником португальського тренера Карлоса Кейроса.
Того року «Манчестер Юнайтед» виграв 8-й титул чемпіона, хоча ще за два місяці до завершення чемпіонату відставав від «Арсенала» на 8 очок. Проте до кінця турніру форма «Юнайтед» лише покращувалася, а гра «Арсенала» гіршала, й трофей вислизнув із рук канонірів й почимчикував у напрямку «Олд Траффорд». Фергюсон описував перемогу 2002/2003 як таку, що принесла йому найбільше задоволення із усіх, завдяки цим перегонам. Не вперше сер Алекс продемонстрував своє вміння вести психологічні війни, підриваючи віру в свої сили «Арсенала» та їхнього, в інших планах міцного як скеля, менеджера Арсена Венгера.
У сезоні 2003/2004 Фергюсон привів «Манчестер Юнайтед» до 11-го кубку Футбольної асоціації, але сезон розчарував. Команда закінчила третьою в чемпіонаті й вибула з Ліги чемпіонів, програвши «Порту», якому й дістався трофей. Ріо Фердінанд був змушений пропустити останні чотири місяці сезону, відбуваючи дискваліфікацію, оскільки не з'явився на допінг-контроль. Придбані нові гравці, такі як Ерік Джемба-Джемба та Жозе Клеберсон не виправдали сподівань, хоча команда зробила принаймні одне вдале придбання, підписавши контракт із 19-річним португальським крайнім Кріштіану Роналду.
На початку сезону 2004/2005 років до команди долучилися Вейн Руні та аргентинський захисник Габріель Гайнце. Тим часом, Кріштіану Роналду продовжував розпочату минулого сезону справу, допомагаючи команді вигравати матчі. Але «Юнайтед» бракувало бомбардира, бо ван Ністелрой пропустив більшість сезону через травми. Як наслідок фініш на третьому місці втретє за останні чотири сезони. В кубку Футбольної асоціації теж поразка — від «Арсенала», в серії пенальті.
Підготовка до наступного сезону йшла на фоні суперечки щодо власника клубу з одним із головних акціонерів клубу Джоном Маньє. Коли Маньє та його бізнес-партнер Дж. П. Макманус погодилися продати свої акції американському мільярдеру Мальколму Ґлейзеру, останній отримав можливість взяти контроль над клубом у свої руки. Це запалило іскру протестів уболівальників. Напружена ситуація завадила серу Алексу підсилити команду придбаннями на трансферному ринку. Попри це, «Юнайтед», наче, розв'язав свої проблеми з воротарем та півзахисником. Вони підписали контракт із нідерландським кіпером Едвіном ван дер Саром, який перейшов із «Фулгема» та корейською зіркою Пак Чі Соном із «ПСВ».
Сезон став перехідним. 18 листопада офіційно покинув команду Рой Кін. Його контракт анульовано за взаємною згодою. «Юнайтед» не зумів пробитися в плей-оф Ліги чемпіонів. Під час січневого трансферного вікна клуб придбав сербського захисника Неманю Відича та французького захисника Патріса Евру. «Юнайтед» завершив сезон другим, сильно відставши від «Челсі». Єдиною втіхою, на тлі невдач, стала перемога в кубку ліги. Майбутнє Руда ван Ністелроя на «Олд Траффорд» стояло під сумнівом. Його не виставили в основі на фінал кубку Карлінга, й під кінець сезону він покинув команду.

#### Після 2006 року: повернення успіху й другий європейський трофей
На заміну Рою Кіну клуб придбав за 14 млн фунтів Майкла Карріка. «Юнайтед» розпочав сезон добре, й уперше виграв чотири початкові матчі чемпіонату. Вони задали тон, й, починаючи з 10-ї гри, до самого кінця МЮ не поступилися чільним рядком турнірної таблиці. Гравці, придбані в січні минулого року, стали визначальними для успіху команди. Патріс Евра та Неманя Відич набрали форму й разом із Ріо Фердінандом та Ґері Невілом утворили надміцну лінію оборони. Майкл Каррік, придбання якого сильно критикувалося пресою, приніс стабільність й додав креативності півзахисту, утворивши ефективне партнерство з Полом Скоулзом, Пак Джі-Суном та Раяном Ґіґзом, допомагаючи в атаці Вейну Руні та Кріштіану Роналду.
Фергюсон відзначив 20-і роковини свого призначення менеджером «Юнайтед» 6 листопада 2006 року. Його привітали гравці, теперішні та колишні, старий ворог Арсен Венгер, колишній капітан Рой Кін. Свято зіпсувала поразка від «Саутенда» наступного дня в четвертому раунді кубку ліги. Але 1 грудня прийшла звістка, що «Манчестер Юнайтед» підписав на умовах позики 35-річного Генріка Ларссона. Цим гравцем Фергюсон захоплювався багато років, неодноразово намагаючись взяти його під своє крило. 23 грудня 2006 року Криштіану Роналду забив 2000 гол команди під керівництвом сера Алекса.
«Манчестер Юнайтед» виграв дев'ятий титул чемпіонів того сезону, але дубль їм не дався — у фіналі кубку Футбольної асоціації Дідьє Дрогба забив вирішальний гол у ворота команди наприкінці гри. У Лізі чемпіонів клуб добрався до півфіналу, на шляху розтрощивши Рому 7-1, але в півфіналі поступився 0-3 на «Сан-Сіро» «Мілану» після домашньої перемоги із рахунком 3-2.
Перед сезоном 2007/2008 Фергюсон підписав контракти з новими гравцями, посилюючи команду. З мюнхенської «Баварії», після річних торгів, перейшов Оуен Гаргрівз, якого Ферґі вже давно бажав бачити в своїй команді. Крім того, сер Алекс додав моці команді, запросивши португальського крайнього Нані та бразильського плеймейкера Андерсона. Останнім придбанням того літа після довгої трансферної саги став Карлос Тевес.
«Юнайтед» розпочав сезон найгірше з усіх сезонів під керівництвом Фергюсона, двічі зігравши внічию, а потім програвши дербі з «Манчестер Сіті» 0-1. Проте далі справи пішли краще, й команда вступила в напружену боротьбу з «Арсеналом» за титул чемпіона. Після низки вдалих ігор сер Алекс оголосив, що за весь період його роботи в клубі це найкращий склад.
16 лютого 2008 року «Юнайтед» розгромив «Арсенал» 4-0 на «Олд Трефорд» в п'ятому раунді кубка Футбольної асоціації, але потім вибув із змагання, поступившись удома майбутнім переможцям «Портсмуту» 0-1. Рефері того матчу не призначив пенальті, якого вимагали манкуніанці. Після гри Фергюсон заявив, що Кейт Гакет, генеральний менеджер Офіційної ради професійних ігор, «не виконує свою роботу належним чином». Як наслідок Футбольна асоціація наклала на Фергюсона покарання за негідну поведінку, яке сер Алекс вирішив оскаржити. Це було вже друге покарання в сезоні. В першому випадку йшлося про скаргу Фергюсона на суддю після програного «Юнайтед» матчу команді «Болтон Вондерерз» із рахунком 0-1. Тоді Фергюсон не оскаржував рішення.
11 травня команда Фергюсона здобула десяте чемпіонство, перемігши «Віган Атлетік». Це сталося точнісінько через 25 років після перемоги «Абердина» над мадридським «Реалом» у фіналі Кубка кубків. Найближчі переслідувачі, «Челсі», мали перед останнім туром стільки ж очок, але гіршу різницю забитих і пропущених. Того дня вони зіграли внічию з «Болтоном» 1-1, завершивши чемпіонат із відставанням у два очки.
21 травня Фергюсон із «Манчестер Юнайтед» вдруге виграв Кубок чемпіонів, перемігши за пенальті «Челсі» 6-5 у матчі на «Лужниках». Основний час завершився із рахунком 1-1. Цей фінал став першим, в якому грали між собою дві англійські команди.
Після перемоги в Лізі чемпіонів Фергюсон оголосив про своє бажання покинути «Манчестер Юнайтед» протягом наступних трьох років. Проте клуб, в особі виконавчого директора Давіда Гіла поквапився заспокоїти вболівальників щодо швидкого виходу сера Алекса на пенсію.

### Тренерські досягнення
Сент-Міррен

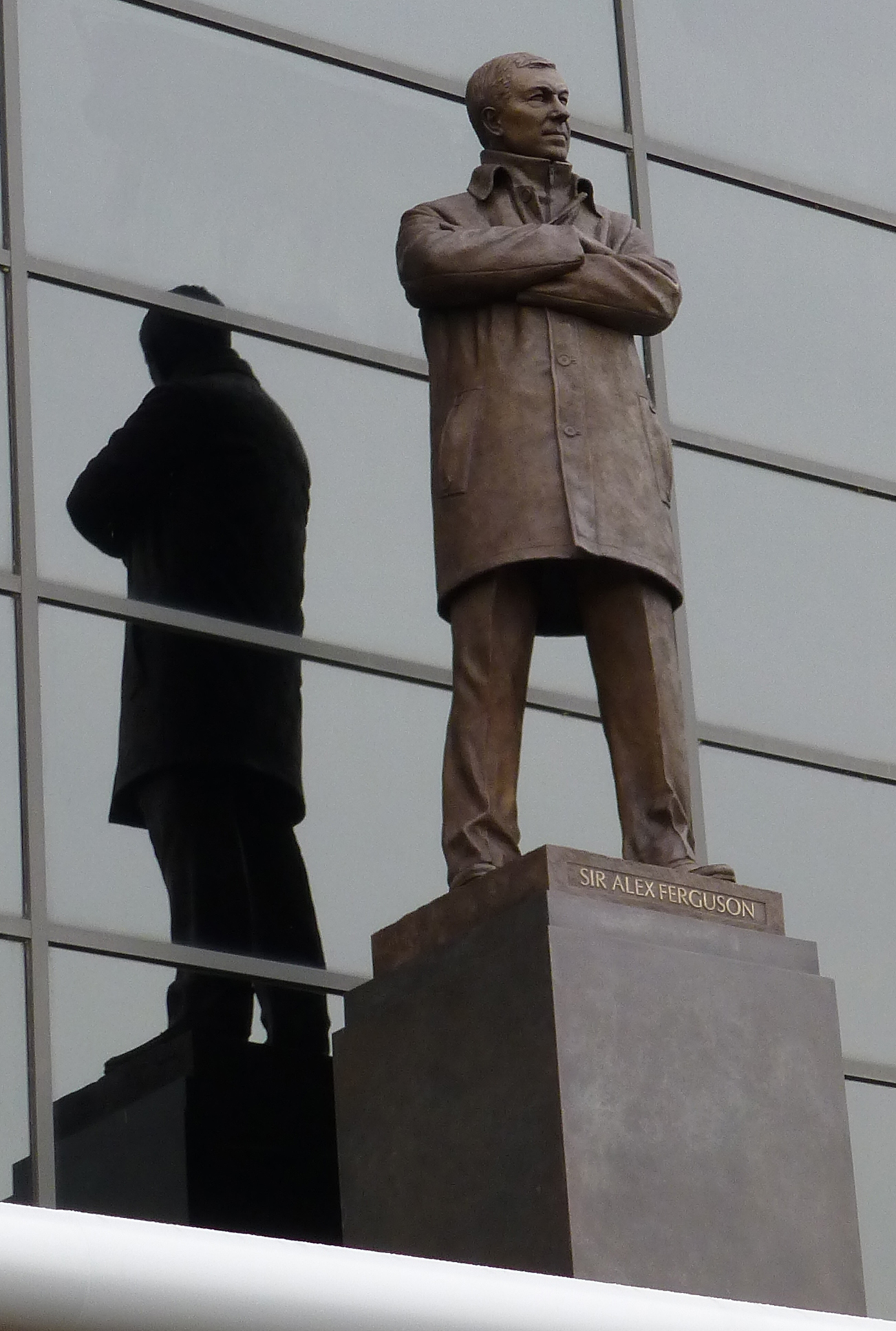
Статуя Алекса Фергюсона біля стадіону «Олд Траффорд»

- Чемпіон Першого дивізіону Футбольної ліги Шотландії : 1976/77

Абердин
- Чемпіон Прем'єр-дивизіону Футбольної ліги Шотландії (3) : 1979–80, 1983–84, 1984–85
- Володар Кубка Шотландії (4): 1981–82, 1982–83, 1983–84, 1985–86
- Володар Кубка шотландської ліги: 1985–86
- Переможець Кубка володарів кубків: 1982–83
- Володар Суперкубка УЄФА: 1983

Разом: 10 трофеїв

Манчестер Юнайтед
- Переможець Ліги чемпіонів УЄФА (2): 1999, 2008
- Чемпіон Англійської Прем'єр-Ліги (13): 1992–93, 1993–94, 1995–96, 1996–97, 1998–99, 1999–2000, 2000–01, 2002–03, 2006–07, 2007–08, 2008–09, 2010–11, 2012–13
- Володар Кубка Англії (5): 1989–90, 1993–94, 1995–96, 1998–99, 2003–04
- Володар Кубка Футбольної ліги (4): 1991–92, 2005–06, 2008–09, 2009–10
- Володар Суперкубка Англії (10): 1990 (розділений), 1993, 1994, 1996, 1997, 2003, 2007, 2008, 2010, 2011
- Переможець Кубка володарів кубків: 1990–91
- Володар Суперкубка УЄФА: 1991
- Володар Міжконтинентального кубка: 1999
- Переможець клубного чемпіонату світу: 2008

Загалом 38 трофеїв, 28 з яких в категорії значущих (major).

### Завершення тренерської кар'єри
Як і слід було очікувати, новина про відставку Фергюсона сколихнула весь футбольний світ, і деякі з його колишніх гравців дали свої коментарі до цього рішення.
Стів Брюс: «Коли ви виступаєте під його початком, його прагнення до перемоги передається і вам. Він дуже цілеспрямована людина і працює так старанно, що все це не може не передатися оточуючих: не дивно, що деякі з його колишніх гравців зайнялися менеджментом і тренерською діяльністю. Він хоче здобувати перемогу, як тренер, і постійно це робить, але у нього завжди є підбадьорливі слова для суперника. Він стриманий і скромний і однаково ставиться як до персоналу, так і до своїх зіркових підопічним. Я бажаю йому щастя після відставки, і я впевнений, що у нього все буде добре».
Дуайт Йорк: «Сер Алекс все ще не втратив завзяття. Він ставить перед собою високі стандарти і завжди прагне до завоювання трофеїв і взяття нових рекордів, але є ще щось більше. Те, як „Юнайтед“ програв у Прем'єр-Лізі в минулому році, безмірно його засмутило, особливо, на тлі перемоги „Сіті“, тому він хотів усе виправити, і це була його основна мета в цьому сезоні. Він домігся свого, зробивши це просто блискуче і по-справжньому витончено. Багато в чому це і послужило причиною його рішення піти у відставку. Перемога в Прем'єр Лізі, операція на стегні, догляд Девіда Гілла — думаю, все це наштовхнуло його на думку про те, що зараз найкращий момент підвести фінальну риску».
Пол Інс: «Мені пощастило відіграти шість чудових років у „Манчестер Юнайтед“. Я пам'ятаю той день, коли я перейшов в клуб: я пройшов медогляд і думав, що трансфер не відбудеться. Сер Алекс поставився до мене, як до сина, і я ніколи не забуду той момент. Я пишаюся тим, що грав під керівництвом такої людини. Він завжди був вимогливий до гравців, а його стандарти були дуже високі. Так, у нас були як злети, так і падіння, але в сезоні 1992/93 це було властиво майже всім гравцям, адже ми були переможцями. Сер Алекс — приголомшливий тренер, і йому вдалося вичавити з мене максимум футбольних здібностей, вже будьте впевнені».
Девід Бекхем: «Тільки що побачив новину про сера Алекса. Як я вже не раз говорив раніше, Бос не просто великий тренер і найкращий наставник, під чиїм керівництвом я коли-небудь грав, він був мені як батько з моменту, коли я прийшов у клуб 11-річним хлопчиком і до цього дня. Без нього я б ніколи не досяг того, чого досяг у своїй кар'єрі. Він зрозумів, як важливо для мене було виступати за свою країну, і знав, що це для мене значить. Без тренера я б не впорався з цією увагою, яка була прикута до мене на полі і поза його після 98-го року, і я завжди буду вдячний йому за захист і підтримку. Я дійсно пишаюся тим, що мав честь виступати під керівництвом самого великого тренера в історії футболу! Спасибі тобі, Бос, і хорошого відпочинку!».
Оле Гуннар Сульшер: «Я трохи ошелешений рішенням тренера, але впевнений, що він добре все обдумав і для нього так буде найкраще. 14 з половиною років, які я провів з ним як гравець і тренер, були найбільш значущими роками моєї кар'єри. Я навчався у найкращого. Він був всім нам як батько і служив джерелом натхнення для кожного. Все, що я зараз роблю на своєму посту, я роблю завдяки досвіду, перейнятому у Боса. Я постійно згадую, що він говорив нам або що робив. Він був найкращим тренером, якого можна було тільки побажати, і залишається особливою людиною. Він просто найкращий! Я ніколи не забуду того, що він зробив для мене».
Гордон Маккуїн: «З плином часу сер Алекс не стає молодшим, і він залишив після себе команду, яка перемогла в Прем'єр Лізі, команду, в якій дуже багато молодих і талановитих гравців: Уелбек, Клеверлі, Смоллінг, Джонс, Рафаель і Де Хеа. Клуб знаходиться в приголомшливій формі, і я вважаю, що це одна з причин, з якої він пішов саме зараз. Бос прекрасно розуміє, що завдання, які стоять перед його наступником, будуть куди простіше».
Клейтон Блекмор: «Ви більше ніколи не побачите тренера, який буде керувати клубом 27 років поспіль. Цього більше не станеться. Те, що Бос зробив для „Юнайтед“, просто в голові не вкладається. Коли він прийшов, команда була далеко не ідеальна, і спочатку йому довелося неабияк поборотися, але він впорався і продовжував створювати команду за командою. Його успіхи вражають. Це людина з величезною силою волі, і хоча ніхто не любить програвати, я ніколи не зустрічав людини, яка б так сильно ненавидів поразку, як Бос. Він крапля за краплею прищеплює спрагу перемоги всім у клубі, і ви повинні бути переможцем, інакше ви надовго в „Юнайтед“ не затримаєтеся. Він зробив з нас фантастичну команду, і в мене залишилися про нього тільки теплі спогади».
Кріштіану Роналду (в Твіттері): «Спасибі за все, Бос».
Едвін ван дер Сар (в Твіттері): «З моменту появи цієї новини пройшло вже достатньо часу, але шок все ще не пройшов! Відмінний тренер і видатна особистість!».
Руд ван Ністелрой (в Твіттері): «2001-2006. 219 матчів і 150 голів під керівництвом найуспішнішого тренера в історії футболу. Це була величезна честь!».
Майкл Оуен (в Твіттері): «У це важко повірити! „Манчестер Юнайтед“ без сера Алекса — в цьому є щось неправильне. Це видатна людина, і я радий, що він завершив кар'єру на своїх умовах. Для мене було великою честю виступати під керівництвом тренера, краще якого світ, мабуть, ще не бачив. Його рекорд ніхто не зможе побити. Його тренерські досягнення просто вражаючі».
Луї Саа (в Твіттері): «Ого, сер Алекс покинув свій пост. Сподіваюся, з його здоров'ям усе в порядку. Це був наймогутніший чоловік, якого я зустрічав у своєму житті після мого батька. Величезну повагу Богу Футболу!».
Джузеппе Россі (в Твіттері): «Що за чудова кар'єра! Гордий і щасливий, що грав під керівництвом сера Алекса Фергюсона. Спасибі, Бос!».